# Pedinosoma curtum
Pedinosoma curtum är en ringmaskart som beskrevs av Reibisch 1895. Enligt Catalogue of Life ingår Pedinosoma curtum i släktet Pedinosoma och familjen Lopadorrhynchidae, men enligt Dyntaxa är tillhörigheten istället släktet Pedinosoma och familjen Lopadorhynchidae. Arten har ej påträffats i Sverige. Inga underarter finns listade i Catalogue of Life.